# Donald G. Cook

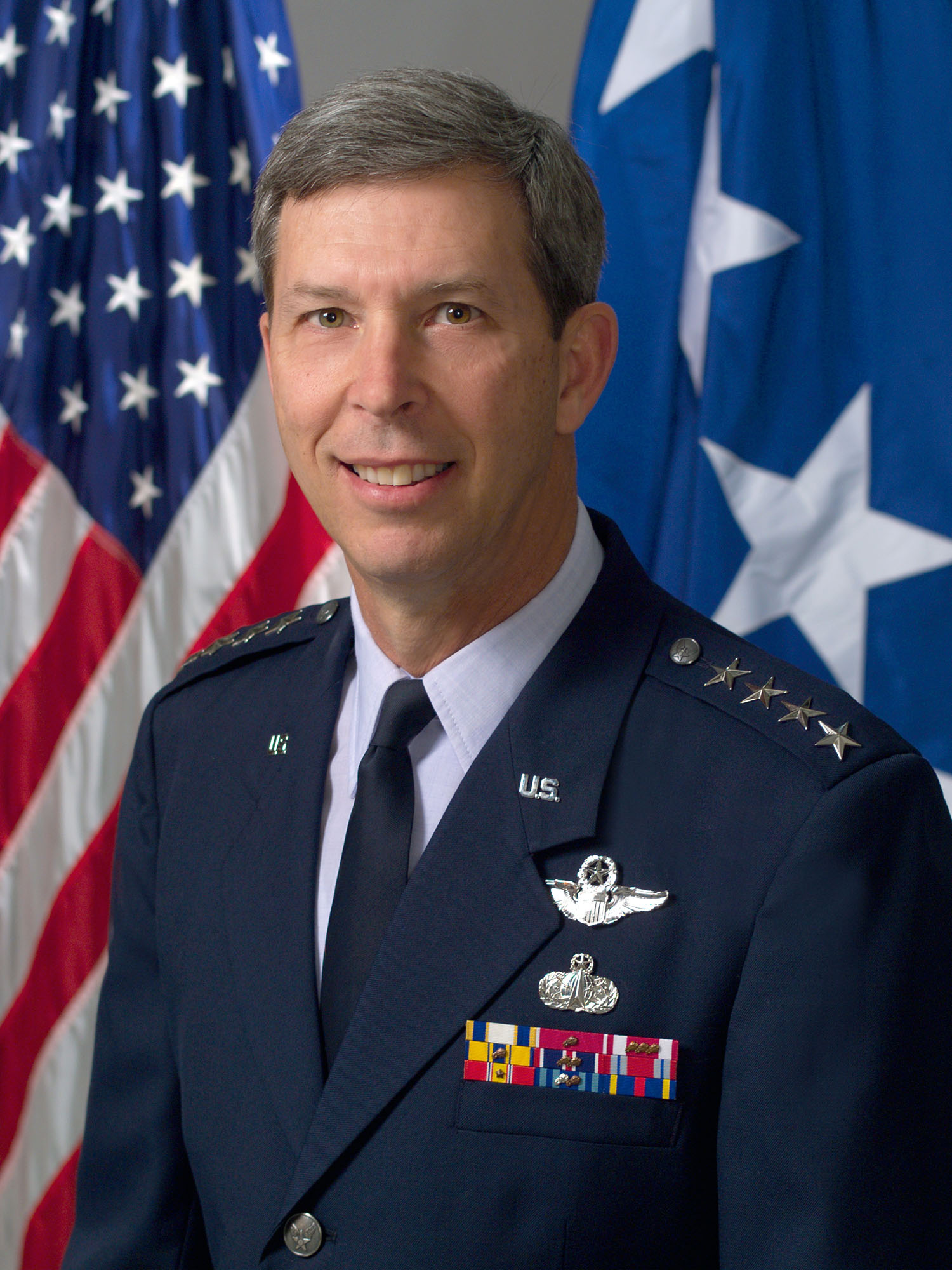
Donald G. Cook

Donald Graham Cook (* 13. August 1946) ist ein pensionierter General der United States Air Force. Er war unter anderem kommissarischer Kommandeur des Air Combat Commands und Oberbefehlshaber des Air Education and Training Commands.
Über das ROTC-Programm der Michigan State University gelangte er im Jahr 1969 in das Offizierskorps des United States Air Force. Dort durchlief er anschließend alle Offiziersränge vom Leutnant bis zum Vier-Sterne General.
Im Lauf seiner militärischen Karriere absolvierte er verschiedene Kurse und Schulungen. Dazu gehörten unter anderem eine Ausbildung zum Kampfpiloten und weitere Fortbildungskurse als Pilot neuer Flugzeugtypen, die Squadron Officer School auf der Maxwell Air Force Base (Maxwell AFB) in Alabama, das Armed Forces Staff College in Norfolk in Virginia und das Air War College das ebenfalls auf der Maxwell AFB angesiedelt ist. Außerdem erhielt er akademische Grade von der Southern Illinois University, der Syracuse University und der Johns Hopkins University.
In seinen frühen Jahren als Offizier der Luftwaffe war Donald Cook an verschiedenen Stützpunkten in den Vereinigten Staaten stationiert. Dabei war er als Pilot, Flugausbilder oder Stabsoffizier bei unterschiedlichen Einheiten tätig. Dazwischen absolvierte er die erwähnten Schulungen. Im Juli 1988 wurde er zum Oberst befördert.
Zwischen Juli 1989 und Juni 1990 war er auf der Carswell Air Force Base in Texas stationiert. Dort war er stellvertretender Kommandeur (Vice Commander) des 7. Bombergeschwaders (7th Bombardment Wing). Daran schloss sich eine Versetzung zur Lowry Air Force Base in Colorado an, wo Cook zwischen Juni 1990 und Juli 1991 das 47. Ausbildungsgeschwader (47th Flying Training Wing) kommandierte. Es folgte eine Versetzung zum Stab des United States Secretary of the Air Force in Washington, D.C. Dort leitete Donald Cook von August 1992 bis August 1993 die für die Verbindung zum Senat zuständige Abteilung (Chief, Senate Liaison Office, Office of the Secretary of the Air Force for Legislative Liaison, Washington, D.C.).
Dann kommandierte er bis zum Januar 1995 auf der Peterson Air Force Base das 21. Geschwader (21st Space Wing). Daran schloss sich eine Versetzung zur Patrick Air Force Base in Florida an, wo er bis zum August 1995 den Oberbefehl über das 45. Geschwader (45th Space Wing) innehatte. Anschließend kehrt er zur Peterson Air Force Base (Peterson AFB) zurück und wurde dort Stabsoffizier in der Abteilung für Operationen beim Air Force Space Command. Dort verblieb er bis zum Juni 1996. Zu diesem Zeitpunkt erhielt er das Kommando über die 20. Luftflotte, die auf der Francis E. Warren Air Force Base in Wyoming stationiert war. Dieses Amt bekleidete er bis zum September 1998.
Anschließend diente er bis zum Juli 1999 als Stabsoffizier in der Abteilung für Luft- und Weltraumoperationen im Hauptquartier der Luftwaffe. Es folgte eine erneute Versetzung zum Air Force Space Command auf der Peterson AFB, wo Donald Cook zwischen Juli 1999 und Juni 2000 stellvertretender Kommandeur dieses Kommandos war. Danach wurde er zur Langley Air Force Base in Virginia zum Air Combat Command versetzt, wo er zwischen Juni 2000 und Dezember 2001 als stellvertretender Kommandeur tätig war. Zwischen dem 25. August und dem 14. November 2001 musste er in dieser Eigenschaft kommissarisch das Kommando über diesen Command übernehmen, um die Zeit zwischen dem Ausscheiden des früheren Kommandeurs John P. Jumper und dem Amtsantritt von dessen regulären Nachfolger Hal M. Hornburg zu überbrücken.
Donald Cooks letzte militärische Mission führte ihn auf die Randolph Air Force Base in Texas, wo er am 15. Dezember 2001 das Kommando über das Air Education and Training Command übernahm. Dieses Amt bekleidete er bis zum 17. Juni 2005. Anschließend schied er aus dem aktiven Militärdienst aus.
Während seiner Zeit als aktiver Militärpilot absolvierte Donald Cook über 3300 Flugstunden auf verschiedenen Flugzeugtypen.
Nach seiner Pensionierung wurde Cook Vorstandsmitglied bei verschiedenen Firmen wozu auch die BNSF Railway und die USAA Federal Savings Bank gehörten.

## Daten der Beförderungen
| Abzeichen | Rang               | Jahr              |
| --------- | ------------------ | ----------------- |
|           | Second Lieutenant  | 26. November 1969 |
|           | First Lieutenant   | 26. Mai 1971      |
|           | Captain            | 26. November 1972 |
|           | Major              | 1. Juli 1981      |
|           | Lieutenant Colonel | 1. März 1984      |
|           | Colonel            | 1. Juli 1988      |
|           | Brigadier General  | 1. August 1993    |
|           | Major General      | 1. September 1996 |
|           | Lieutenant General | 6. Oktober 1999   |
|           | General            | 17. Dezember 2001 |

## Orden und Auszeichnungen
Donald Cook erhielt im Lauf seiner militärischen Laufbahn unter anderem folgende Auszeichnungen:
- Air Force Distinguished Service Medal
- Legion of Merit
- Air Force Commendation Medal
- Meritorious Service Medal
- Air Force Outstanding Unit Award
- Combat Readiness Medal
- National Defense Service Medal
- Air Force Longevity Service Award